# Megacyllene angulifera
Megacyllene angulifera är en skalbaggsart som först beskrevs av Thomas Casey 1912.  Megacyllene angulifera ingår i släktet Megacyllene och familjen långhorningar. Inga underarter finns listade i Catalogue of Life.